# 2010년 6월
| 2010년: 1월 · 2월 · 3월 · 4월 · 5월 · 6월 · 7월 · 8월 · 9월 · 10월 · 11월 · 12월 |

| <          | 2010년 6월 | 2010년 6월  | 2010년 6월 | 2010년 6월 | 2010년 6월 | >           |
| 일         | 월         | 화          | 수         | 목         | 금         | 토          |
|            |            | 1 4.19 임오 | 2 20 계미  | 3 21 갑신  | 4 22 을유  | 5 23 병술   |
| 6 24 정해  | 7 25 무자  | 8 26 기축   | 9 27 경인  | 10 28 신묘 | 11 29 임진 | 12 5.1 계사 |
| 13 2 갑오  | 14 3 을미  | 15 4 병신   | 16 5 정유  | 17 6 무술  | 18 7 기해  | 19 8 경자   |
| 20 9 신축  | 21 10 임인 | 22 11 계묘  | 23 12 갑진 | 24 13 을사 | 25 14 병오 | 26 15 정미  |
| 27 16 무신 | 28 17 기유 | 29 18 경술  | 30 19 신해 |            |            |             |

| - 6월 3일 - 김민경 - 6월 18일 - 주제 사라마구 - 6월 30일 - 박용하 편집하기 |

## 2010년6월 30일
- 탤런트 박용하가 자택에서 숨진 채 발견되었다.

## 2010년6월 29일
- 대한민국 국회 본회의에서 세종시 수정안이 부결되어 폐기되었다.

## 2010년6월 26일
- 버락 오바마 미국 대통령과 이명박 대한민국 대통령간의 정상회담에서 현재 주한 미군 사령관이 행사하고 있는 전시 작전통제권을 당초 계획보다 3년 7개월 늦은 2015년 12월 1일 대한민국 국군에 이양하기로 합의했다.

## 2010년6월 23일
- 2010년 FIFA 남아공 월드컵에서 대한민국이 나이지리아와의 B조 3차전에서 2:2로 비김으로써 조 2위를 차지해 원정 월드컵 사상 첫 16강 진출에 성공하였다.

## 2010년6월 22일
- 영국 유니버시티 칼리지 런던(UCL)의 오퍼 라하프 교수 등 연구팀이 중성미자의 질량을 측정했다고 BBC가 보도했다.

## 2010년6월 19일
- 18일(현지 시간) 새벽 인도 안다만 제도에서 리히터 규모 6.1의 지진이 발생했다고 미국 지질조사국(USGS)이 밝혔다.

## 2010년6월 18일
- 포르투갈의 작가이자, 노벨 문학상 수상자인 주제 사라마구가 87세의 나이로 타계했다.
- 대한민국 강릉의 제18전투비행단 소속 F-5F가 추락하여 2명이 사망하였다.
- 대한민국 2009년 9월 8일 한국을 떠난 2PM의 前 멤버 박재범이 '하이프네이션' 영화 촬영으로 인해 한국에 입국했다.

## 2010년6월 16일
- 영국 신임 총리 데이비드 캐머런이 피의 일요일 사건에 대해 공식적으로 사과했다.
- 인도네시아 동부 파푸아 주 에나로탈리에서 195km 떨어진 해저 29km 지점에서 7.0 규모의 지진이 일어나 2명이 숨졌다.

## 2010년6월 15일
- 간 나오토 일본 총리가 재임 중 야스쿠니 신사에 참배하지 않겠다는 뜻을 밝혔다.
- 대한민국과 튀르키예 정부가 터키 북부 시노프 지방에 한국형 원전 2기(각 1400MW급)를 짓는 원전 협력 양해각서(MOU)를 체결했다.

## 2010년6월 14일
- 13일(현지 시간) 키르기스스탄 오쉬(Osh)에서 우즈벡계와 키르기스계 간의 민족 분규가 발생해 약 100명이 숨졌다.
- 일본 소행성 탐사선(하야부사)에서 분리된 캡슐이 7년 1개월만에 오스트레일리아 남쪽 사막 지역에 착륙하였다.
- 미국 국무부가 '인신매매실태보고서'(Trafficking In Persons Report)에서 조선민주주의인민공화국을 비롯해 이란, 미얀마, 쿠바 등 12개국을 인신매매 방지를 위한 국가의 관심과 관리가 최악인 3등급 국가로 분류했다.
- 이명박 대통령은 대국민 연설에서 세종시 수정안 처리는 국회의 결정에 맡기고, 4대강 정비 사업은 여론 수렴을 강화해 계속 추진하겠다고 밝혔다.

## 2010년6월 13일
- 미국 지질조사국(USGS)은 13일 새벽 4시 반쯤(한국시간) 인도양 니코바르 제도 미사의 서쪽 171km, 해저 33km 지점에서 리히터 규모 7.7의 강진이 발생했다고 발표했다.
- 일본 기상청은 13일 새벽 0시45분 일본 아마미 제도(奄美諸島) 북서쪽 해저 10km 지점에서 리히터 규모 5.1의 지진이 발생했다고 발표했다.
- 벨기에 총선에서 신플람스 연맹(N-VA)이 가장 많은 의석을 확보했다.

## 2010년6월 12일
- 2010년 FIFA 월드컵에서 대한민국 축구 국가대표팀이 그리스 축구 국가대표팀을 상대로 이정수와 박지성의 득점으로 원정 월드컵에서의 유럽팀 상대 첫승을 기록했다.

## 2010년6월 11일
- 남아프리카 공화국에서 2010년 FIFA 월드컵이 개막되었다. (~7월 11일)
- 미국 아칸소주의 강변에서 홍수로 갑자기 물이 불어나 캠핑을 즐기던 야영객 20여 명이 사망하였다.
- 키르기스스탄 오시에서 지난 10일 밤부터 시작된 키르기스계와 우즈베키스탄계 간의 민족 분규로 최소 37명이 사망하고 500여명이 다쳤다고 키르기스 보건부가 밝혔다. 키르기스 당국은 오시와 인근 지역에 오는 20일까지 비상사태를 선포했다.

## 2010년6월 10일
- 대한민국의 인공위성인 과학기술위성 2호가 탑재된 나로호가 5시 1분에 발사되었으나 137초 뒤 고도 70km 상공에서 폭발한 뒤 통신 단전과 함께 추락했다.

## 2010년6월 9일
- 아프가니스탄 남부에서 북대서양 조약기구 국제안보지원군 헬기가 격추돼 병사 4명이 숨졌다.

## 2010년6월 8일
- 대한민국 대통령 직속 사회통합위원회가 지역주의 극복을 위해서 현행 소선거구제를 중대선거구제로 개편하는 방안을 건의했다.

## 2010년6월 7일
- 대한민국의 육상 선수 김국영이 전국육상경기선수권대회 남자 100 미터 예선(4조, 10초 31) 및 준결승(10초 23)에서 31년 간 깨지지 않던 한국 기록(종전 기록: 10초 34)을 다시 작성하였다.
- 이스라엘 해군 정찰대가 7일 가자 지구 연안에서 팔레스타인 잠수부를 공격해 팔레스타인 군인이 최소 4명 사망했다.
- 이회창 자유선진당 대표가 6.2 지방선거 패배와 관련해 책임을 지고 대표직을 사퇴한다는 뜻을 밝혔다.

## 2010년6월 6일
- 사이클론 페트(Phet)가 오만 남동부 지역을 강타해 16명이 숨지고 2명이 실종됐다.

## 2010년6월 5일
- 버락 오바마 미국 대통령이 미국 국가 정보국 국장에 공군 중장 출신인 제임스 클래퍼 국방부 정보담당 차관을 지명했다.
- G20 재무장관·중앙은행 총재들이 금융위기 재발을 막기 위한 공동 합의문을 발표했다.

## 2010년6월 4일
- 일본 새 내각총리대신에 간 나오토가 지명됐다.
- 독일 대통령에 독일 기독교 민주연합(CDU)의 크리스티안 볼프 부총재가 지명됐다.

## 2010년6월 3일
- 정몽준 한나라당 대표, 정병국 사무총장, 정정길 대통령실장이 선거 결과에 책임을 지고 사임하겠다는 뜻을 밝혔다.
- 배우 김민경이 사망했다.
- 조선 신의주 부근에서 오후 11시경에 구리 밀거래를 하러 월경을 한 중국인 3명이 조선군에 사살되었다.

## 2010년6월 2일
- 대한민국 제5회 지방 선거가 실시되었다.
- 하토야마 유키오 일본 총리와 오자와 이치로 민주당 간사장이 사임했다.

## 2010년6월 1일
- 민주당 최문순 의원이 천안함 침몰 사건 원인과 관련, 민군합동조사단이 결정적 증거로 제시한 흡착물이 "폭발을 거친 것으로 볼 수 없다"고 반박했다.